# Cai Melin
Cai Törne Oskar Melin, född 19 april 1925 i S:t Petri församling i Malmö, död 27 oktober 2013 i Domkyrkoförsamlingen i Stockholm, var en svensk diplomat och översättare.
Melin var son till chefsarkivarie Carl Melin och Sandra Salmson. Han tog juris kandidatexamen i Stockholm 1954 innan han blev attaché vid Utrikesdepartementet UD samma år. Melin tjänstgjorde i Köpenhamn 1955, Madrid 1957 och var ambassadsekreterare 1960. Melin var andre sekreterare vid UD 1960, förste sekreterare 1961, byrådirektör 1964 och förste ambassadsekreterare i Caracas 1964. Han var departementssekreterare vid UD 1967, kansliråd och chef informationsbyrån 1970. Melin var därefter ambassadör i Jakarta 1973, Manila 1974, hade särskilt uppdrag vid UD 1977 och var departementsråd 1978. Han var ambassadör i Monrovia, Freetown, Conakry, Niamey och Ouagadougou med placering i Stockholm 1979, ambassadör i Lima och La Paz 1982–1984 och hade särskilt uppdrag vid UD 1984–1987.
Vid sidan av sin diplomatiska karriär var Cai Melin verksam som översättare, fram till 1965 som "Cai Törne", 1961–1971 ofta i samarbete med sin dåvarande fru Lena Anér Melin. Han var ledamot av Kollegiet för Sverigeinformation i utlandet 1970–1972 och styrelseledamot i Svenska institutet 1970–1973. Melin gifte sig 1973 med ambassadrådet Anita Heyer (född 1939), dotter till fabrikschef Egon Lidén och Elly Johansson. Cai Melin är begravd på Skogskyrkogården i Stockholm.

## Översättningar (urval)
- Robert Paul Smith: Kärlekens spiral (The time and the place) (översatt under pseudonymen Cai Törne, Almqvist & Wiksell/Geber, 1955)
- Pierre Boulle: Bron över floden Kwai (Le pont de la rivière Kwaï) (som Cai Törne, Bonnier, 1958)
- John le Carré: Spionen som kom in från kylan (The spy who came in from the cold) (översatt tillsammans med Lena Anér Melin, som "Lena och Cai Törne", Bonnier, 1964)
- Georges Simenon: Maigrets tålamod (La patience de Maigret) (översatt tillsammans med Lena Anér Melin, Aldus/Bonnier, 1966)
- Patrick Modiano: Place de l'Étoile (La place de l'Étoile) (översatt tillsammans med Lena Anér Melin, Bonnier, 1970)
- Agatha Christie: Mord på Allhelgonadagen (Hallowe'en party) (Bonnier, 1971)
- Jeffrey Archer: Precis på öret (Not a penny more not a penny less) (Bonnier, 1976)
- Jean-Didier Wolfromm: Brevet till Diane (Diane Lanster) (Bonnier, 1980)
- Philip Roth: Zuckerman fri (Zuckerman unbound) (Bonnier, 1982)
- Salman Rushdie: Midnattsbarnen (Midnight's children) (Bonnier, 1983)
- Truman Capote: Bönhörd: den ofullbordade romanen (Answered prayers) (Bonnier, 1988)
- Yann Queffélec: Eldens barn (La femme sous l'horizon) (Bonnier, 1990)
- William Boyd: Den blå eftermiddagen (The blue afternoon) (Bonnier, 1995)